# ロベルト・シュトルツ
ロベルト・シュトルツ（ドイツ語: Robert Stolz, 1880年8月25日 - 1975年6月27日）は、オーストリアの作曲家・指揮者。晩年には「ウィンナ・ワルツの伝統を保持する最後の指揮者」と呼ばれた。

## 概要

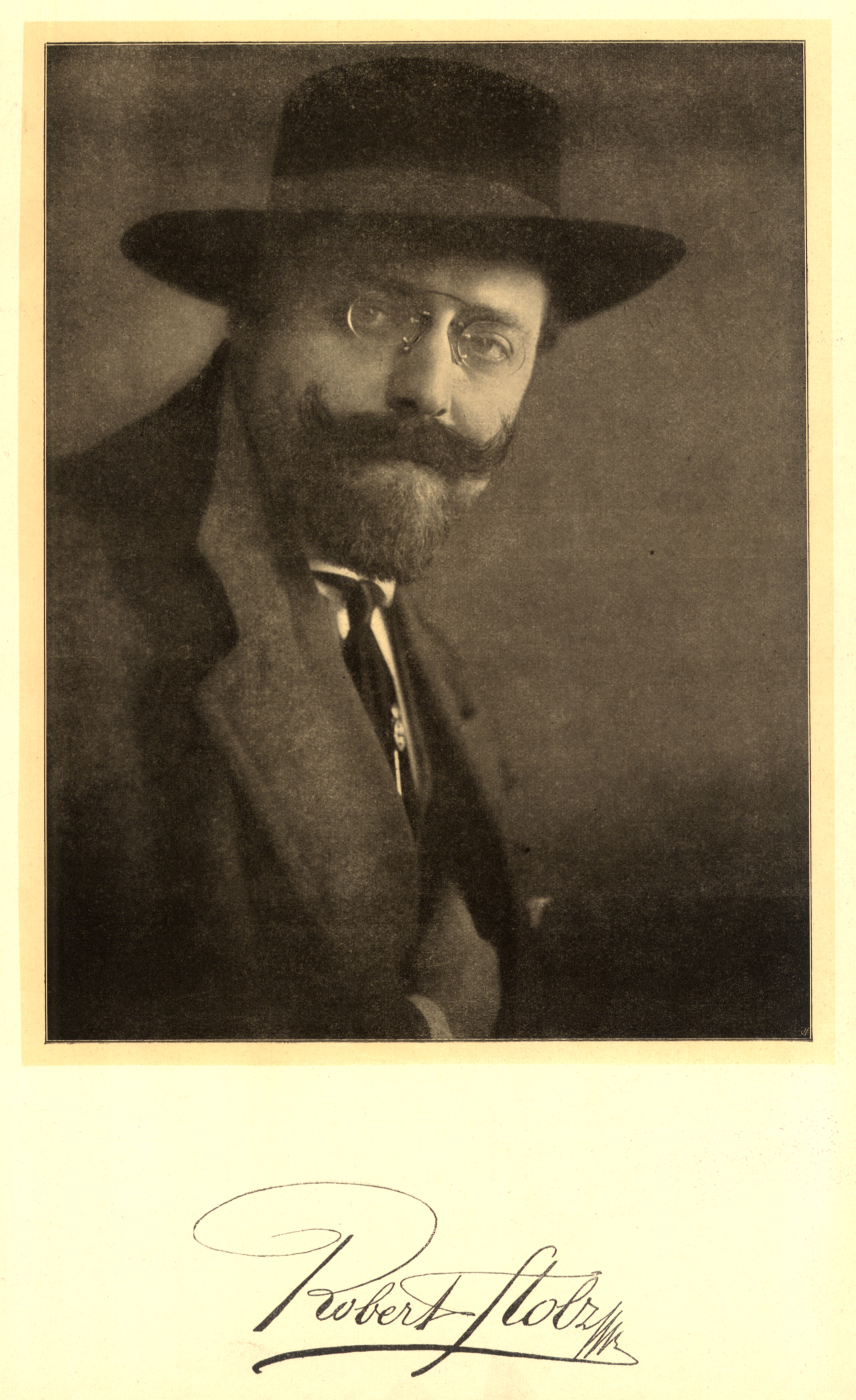
シュトルツ（1915年撮影）

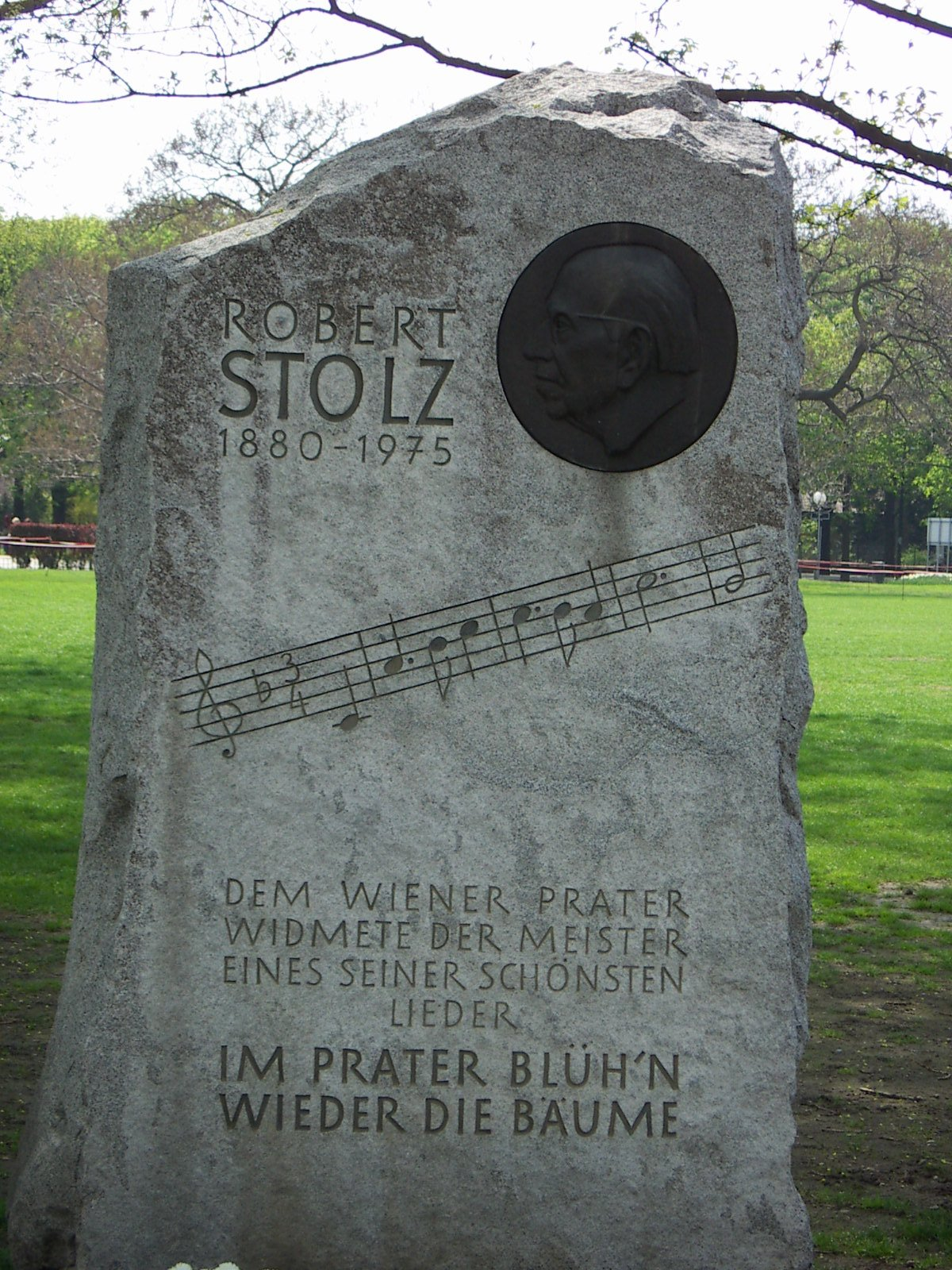
プラーター公園にある記念碑。歌曲『プラーター公園は花盛り』の一節が示されている

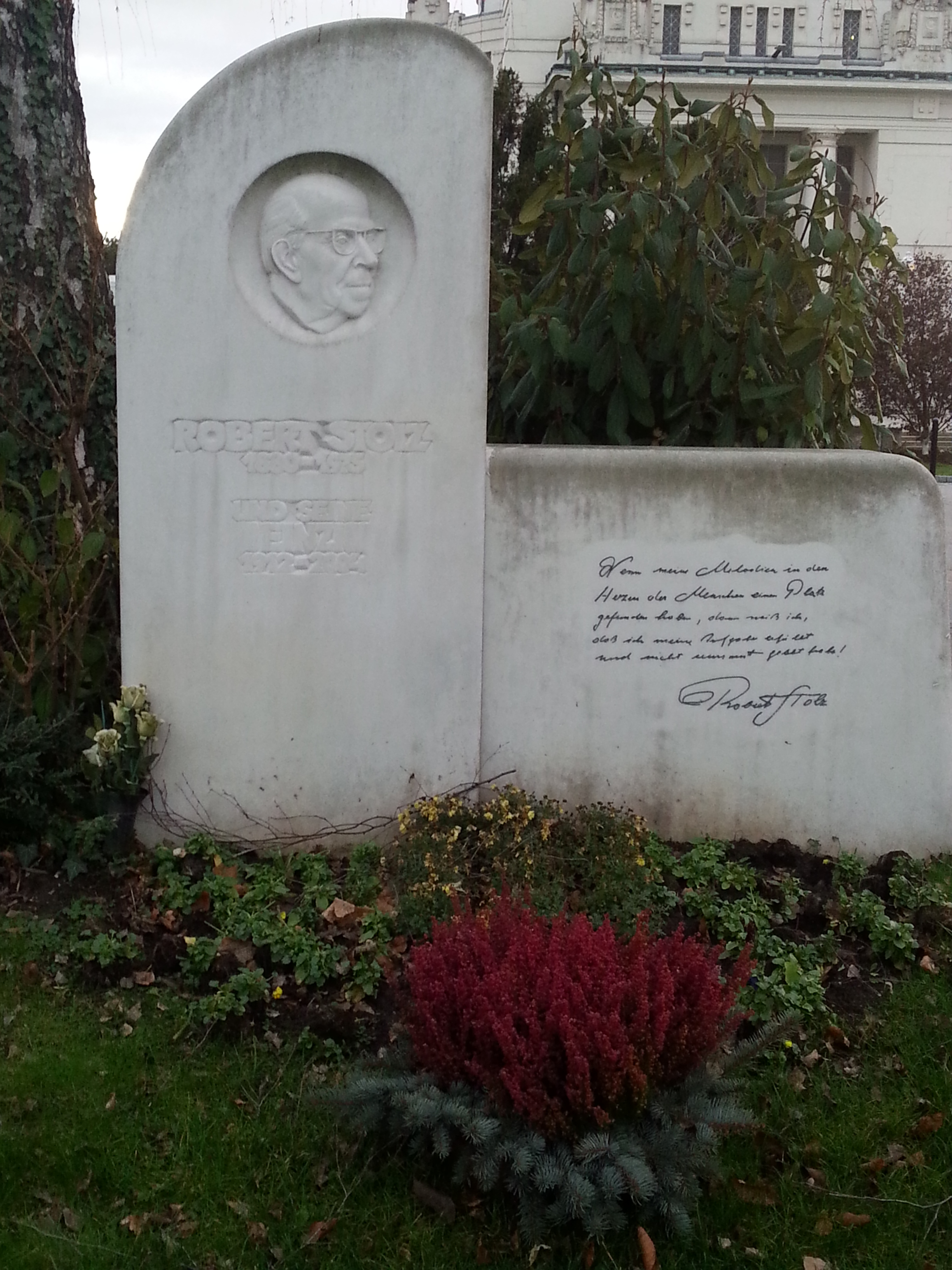
ウィーン中央墓地にある墓

オーストリアのグラーツ出身。ウィーン国立音楽アカデミー卒業後、ベルリンでフンパーディンクに師事。ウィーン・オペレッタ最末期の作曲家の一人として『春のパレード』などの作品を発表し人気を得た。ナチス・ドイツ時代はアメリカに亡命し、『モナ・リザの失踪』などの映画音楽を手掛けた。作品番号が2000に達するという稀にみる多作家であり、「20世紀のヨハン・シュトラウス」と称えられた。
彼の作品の中にはワルツ『ウィーンのカフェ』や歌曲『プラーター公園は花盛り』のようによく知られた作品もあるが、全体的にさほど上演機会は多くなく、今日では作曲家としてよりも残された膨大な録音から主に指揮者として知られる。ことにウィンナ・ワルツやオペレッタに関しては同時代のヴィリー・ボスコフスキーやアントン・パウリクと並ぶエキスパートとして君臨。やや大味ながら情緒ゆたかにたっぷりと歌い上げる指揮ぶりは、ボスコフスキーやクレメンス・クラウスの抑制的にまとめるスタイルとは一線を画し、古きよき19世紀の姿を伝えるものとしてファンも多い。録音のうち最も知られるのは1960年代に独オイロディスク社に残したオペレッタとウィンナワルツで、後者は日本では年代順にLP16枚組（補巻としてシュトラウス一家以外の分が8枚組）に集大成されたセットとしてまとめられ、のちにCD版も発売された。他には独EMIや独BASFへの録音が多く国内販売されている。
録音のほとんどを西ベルリンのシンフォニカー（ベルリン交響楽団）と共に行い（一部をウィーン交響楽団）、逝去も録音のため滞在中の同地であった。オペレッタ録音でも同団やベルリン・ドイツ・オペラ管弦楽団を起用したものがある。ベルリンが第二の故郷とも言える経歴も関係しているが、他のウィンナ・ワルツ指揮者の多くがウィーンのオーケストラに拘ったのに対し異色である。『白馬亭』（部分作曲）などのベルリン・オペレッにも関与しており、ウィーンに拘らないドイツ圏民衆音楽の華としてワルツやオペレッタを捉えていた面もある。作曲で現在はウィーン中央墓地にその墓がある。

## 作品

### オペレッタ
- ウィーンの陽気な女房たち（Die lustigen Weiber von Wien）1909年作曲
- 幸福に踊る（Der Tanz ins Glück）1921年初演
- 踊る伯爵夫人（Die Tanzgräfin）1921年初演
  - 主要曲：私は妻を愛し続けている（Ich bin verliebt in meine eigene Frau）
- メディ（ドイツ語版）（Mädi）1923年初演
  - 主要曲：メディ、私の可愛いメディ（Mädi, mein süsses Mädi）
- 絹を着たヴィーナス（ドイツ語版）（Venus in Seide）1923年初演
- 二人の心はワルツを奏で（ドイツ語版）（Zwei Herzen im Dreivierteltakt）1933年初演
- プラーター公園の春（Frühling im Prater）1949年初演
- 春のパレード（Frühjahrsparade）1964年初演
  - 主要曲：ウィーンは夜が一番美しい（Wien wird bei Nacht erst schön）
- お気に入りの家来（Der Favorit）
  - 主要曲：君は我が心の皇帝たれ（Du sollst der Kaiser meiner Seele sein）
- ボヘミアの魔術（Zauber der Bohème）
  - 主要曲：君を愛す（Ich liebe dich）
- ウィーンのカフェ（Wiener Cafe）
  - 主要曲：劇中に登場する「ワルツ」
- 白馬亭にて（ドイツ語版）（Im weißen Rößl）
  - ラルフ・ベナツキーと合作
- 80分間世界一周（Reise um die Erde in 80 Minuten）
- 小さなすみれの咲くとき（ドイツ語版）（Wenn die kleinen Veilchen blühen）
  - 主要曲：目を閉じてごらん（Du, Du, du schliess deine Augen zu）

### ワルツ
- ドナウ川の夢（Träume an der Donau）op.662

### 行進曲
- ウィーンからの挨拶（Gruß aus Wien Marsch）op.898
- 国連行進曲（UNO-Marsch）op.1275
  - ラルフ・バンチの勧めにより作曲、国際連合に献呈[1]

### 歌曲
- プラーター公園は花盛り（Im Prater blüh'n wieder die Bäume）op.247
- 20の花の歌（20 Blumenlieder）op.500